# Moneda de diez chelines
Los diez chelines (10s) (en irlandés: deich scilling) fue una moneda conmemorativa única emitida en Irlanda en 1966 para conmemorar el 50 aniversario del Alzamiento de Pascua. Diez chelines era una subdivisión de la libra irlandesa predecimal, con un valor de 1⁄2 libra irlandesa, lo que la convierte en la moneda de mayor valor en el sistema predecimal.
La moneda era 83,1/3% de plata y 16,2/3% de cobre. Medía 1,2 pulgadas (30,5 mm) de diámetro y pesaba 18.144 gramos, por lo que contenía de 15.5 gramos de plata. La moneda no resultó popular y 1.270.000 de los dos millones producidos se retiraron y se fundieron. Esta impopularidad puede deberse al billete de diez chelines Serie A que entonces estaba en circulación. Se emitieron veinte mil monedas como prueba en cajas verdes.
El diseño del reverso mostraba la muerte de Cúchulainn, el mítico héroe irlandés, a quien se le ve atado a una piedra y con un cuervo en el hombro. La figura de Cúchulainn es una miniatura de la estatua de Oliver Sheppard, en la Oficina General de Correos, Dublín. La moneda se produjo para el 50 aniversario del Alzamiento de Pascua y comenzó a circular el 12 de abril de 1966 y fue diseñada por Thomas Humphrey Paget.
La moneda de diez chelines es la única irlandesa que presenta una inscripción en el borde hasta las monedas de euro irlandesas, esta es «Éirí Amach na Cásca 1916», que se traduce como «Alzamiento de Pascua de 1916»; la inscripción estaba en tipo gaélico en un borde liso. Aproximadamente la mitad de las inscripciones estaban invertidas, por lo que no eran más escasas que las de tipo vertical. La moneda también es distintiva por ser la única moneda irlandesa de circulación moderna (antes de la introducción del euro) que no presenta el arpa en el anverso, sino el retrato de Patrick Pearse, el revolucionario, lo que la convierte en única entre las monedas irlandesas por ser la única que presenta la imagen de alguien relacionado con la historia o la política de Irlanda, aparte de los monarcas. Esta moneda es la primera moneda conmemorativa irlandesa emitida por el estado irlandés, la primera moneda irlandesa moderna que presenta a una persona y la primera moneda oficial para conmemorar el Alzamiento de Pascua de 1916. También es interesante el hecho de que el grosor de esta moneda es desigual, siendo el borde de la moneda más grueso que el centro.
Brendan Corish solicitó que los nombres de los siete signatarios aparecieran en la moneda, pero esto «no era factible».
Esta moneda se retiró oficialmente de la circulación el 10 de febrero de 2002, en el momento de la conversión al euro. Si bien no había estado en circulación general en ninguna cantidad desde 1966, la moneda habría sobrevivido al Día de la decimalización, con un valor de cincuenta nuevos peniques.